# Hitman: Codename 47
Hitman: Codename 47 — відеогра в жанрі стелс 2000 року, розроблена IO Interactive і видана Eidos Interactive для Microsoft Windows. Це перша частина в серії ігр Hitman.
Історія розповідає про Агента 47, генетично покращеного клона, який створювався як ідеальний найманий кілер.  Його характерною особливістю в зовнішності є татуюванні на потилиці у вигляді штрих-коду. Після втечі з лабораторії де вирощували клонів, 47-го найняло Агентство (International Contract Agency (ICA)), європейська організація, що займається замовними вбивствами. Під час місій його відправляють в різні місця в Азії, Європі та Південній Америці.

## Сюжет
Головний герой гри — лисий клон, кілер позивний якого «47», який був створений видатним вченим-генетиком доктором Орт-Меєром, у підвалі бухарестської психіатричної лікарні, де він працював. Для перевірки можливостей 47-го діяти в реальному середовищі, Орт-Меєр спочатку дистанційно навчає клона володіти всіма видами зброї, а потім інсценує його втечу з лікарні. Через рік 47-й починає працювати на таємниче Агентство, яке пропонує послуги професійних кілерів в усьому світі. 47-й отримує чотири цілі:
- Лі Гонг — лідер гонконгської тріади «Червоний дракон». Для того, щоб підібратися до Лі Гонга, 47-му доводиться розв'язати між тріадами Гонконгу війну. Спочатку він влучним пострілом з даху вбиває емісара «Червоних драконів», який приїхав на зустріч з бандою «Синіх лотосів». Потім підриває машину емісара «Синіх лотосів», який приїхав до ресторану Лі Гонга, щоб принести вибачення. Починається війна між тріадами і 47-й під виглядом емісара «Червоних драконів» вбиває комісара поліції, що виступає в ролі посередника. Лі Гонг усамітнюється у своєму ресторані-фортеці, але 47-дістає його і там.
- Пабло Белісаріо Очоа — колумбійський наркобарон. Знявши дорогий костюм і одягнувши камуфляж, 47-й вирушає в джунглі Колумбії. Тут йому доводиться допомогти місцевому племені знайти втраченого ідола, щоб отримати доступ до бази Очоа. Він витягає ідола з уламків літака, що розбився та проривається через оточення наркокартелю. 47-й повертає ідола індіанцям і пробирається через прохід, що охороняється індіанським богом-леопардом, на базу Очоа. 47-й чує історії від жителів племені, нібито Очоа — злий дух і має 7 життів. 47-й на собі відчуває правдивість цих казок. Очоа накачаний наркотиками, і щоб убити його, 47-му доводиться витратити не один десяток патронів.
- Франц Фукс — міжнародний терорист. 47-й приїжджає в Будапешт на конференцію в готелі. Саме тут, у розкішному готелі оселилася його ціль. 47-й вбиває Фукса в його номері, поки той приймає душ. Потім він вбиває стоматолога-пособника Фукса, заволодіває бомбою і виносить її з готелю.
- Аркадій Єгоров (також відомий, як Борис) — успішний торговець зброєю. 47-й проникає в бар, і видавши себе за покупця зброї причіплює маячок до машини торговців зброєю, який приводить його до їх складу. Туди приїжджає клоун, підлеглий Бориса. 47-й причіплює маячок на машину клоуна, який виводить його на таємний притулок Бориса — вантажний корабель з ядерною бомбою на борту. 47-й пробирається через порт, що охороняється, до корабля, знищує Бориса разом з клоуном, після чого, зачистивши корабель, знешкоджує бомбу, яку встиг звести Борис.

Під час виконання місій 47-й знаходить листи, які вказують на те, що всі його цілі були знайомі. Більше того, всі вони служили у Французькому іноземному легіоні.
Остання місія приводить 47-го в Румунію, де він повинен убити професора Ковача. Побачивши жертву, 47-й впізнає в ній «одного з людей з голками», що ставили на 47-му досліди. Переляканий Ковач заявляє, що в усьому винен професор Орт-Меєр. У цей час Орт-Меєр викликає поліцію. У психлікарню прибуває численний загін SWAT. 47-й змушений спуститися у підвал, де він знаходить лабораторію з клонування. По гучномовцю доктор Орт-Меєр розповідає 47-му всю правду про те, що він усього лише клон. І всі цілі, яких він убив, були учасниками проєкту клонування. Щоб не ділитися своїм дітищем, Орт-Меєр «замовив» їх. 47-й же вийшов не такий, як усі клони — занадто примхливий, розумний — все завдяки 47 хромосомам. Тепер 47-й хоче дістатися до свого «батька». Але Орт-Меєр висилає на 47-го армію клонів нового типу — «48-х», бездушних, бездумно вірних клонів. Однак, 47-й справляється з ними усіма і добирається до Орт-Меєра, який, сплутавши його з клоном 48, підпускає його на смертельну відстань. Гра закінчується тим, що:
1. Агент 47 звертає шию Орт-Меєру (канонічна кінцівка);
2. 47-й не атакуючи Орт-Меєра підходить до нього, той використовує електрошокер, і 47-й прокидається в підземній камері, думаючи, що всі попередні події лише сон.

## Ігровий процес
На відміну від безлічі шутерів того часу, Hitman володіє стильним і незвичним стелс-ігровим процесом. Гра не заохочує масові вбивства, знижуючи грошову винагороду після місії за смерть невинних. 47 вміє переодягатися в одяг вбитої їм людини, щоб постати перед ворогами «своїм». У підсумку від гравця потрібно не крастися в тіні, а губитися в натовпі, вбивати тільки в крайніх випадках. Головне завдання будь-якої місії — вбити ціль. І для цього зазвичай завжди є декілька способів, що дозволяє проходити гру кілька разів.

## Оцінки
| Агрегатор  | Оцінка |
| ---------- | ------ |
| Metacritic | 73/100 |

| Видання         | Оцінка |
| --------------- | ------ |
| Next Generation | [ 5 ]  |

Hitman: Codename 47 отримав «змішані або середні» відгуки, згідно агрегатору оглядів Metacritic.
Codename 47 здобув нагороду «Silver» за продажі від ELSPA, вказавши, що продажі в Сполученому Королівстві склали не менше 100 000 примірників. У квітні 2009 року Square Enix повідомила, що гра перевищила півмільйона продажів в усьому світі.

## Цікаві факти
- У старих відеороликах 47 одягнений в чорну броню з написаним жовтим «47» на спині. У ще старіших роликах, на броні написано «48». Мабуть, саме так спочатку звали 47-го.
- День народження 47-го — 5 вересня 1964 року.
- У реальному житті 47 хромосом — причина синдрому Дауна.